# Osamljeno drevo (Caspar David Friedrich)
Osamljeno drevo (nemško Der einsame Baum je slika v olju na platnu iz leta 1822 nemškega slikarja Casparja Davida Friedricha. Meri 55 × 71 centimetrov. Delo prikazuje panoramski pogled na romantično pokrajino ravnin z gorami v ozadju. V ospredju prevladuje osamljen hrast.

## Opis slike
Slika prikazuje zeleno pokrajino v bližini vasi, ki sega v središče. V središču stoji velik hrast, katerega krošnja je večinoma odmrla. Pastir se s svojo pastirsko kljuko naslanja na deblo hrasta, njegova čreda se pase na travniku. Ravnino poživijo ribniki s plavajočimi pticami, skupine dreves in grmovnic ter gozdički s hišicami, iz katerih se vijejo dimniki. Nebo se zrcali v ribnikih. Na koncu svetlo osvetljene ravnice se vidijo cerkveni stolpi vaškega obzorja, za njimi se dvigajo temni obrisi nizkega gorovja, katerih meglena sivina se zdi sorodna modro-sivi barvi neba.

## Struktura in estetika
Celotna svetla in prijazna slika je razdeljena na tri vzporedne slikovne cone, ločene z različno osvetlitvijo in barvami. Mogočni hrast, ki stoji približno na osrednji osi, povezuje črte obzorja, ki segajo v daljavo, in ustvarja nek prostorski kontinuum. Drevo prečka obris pogorja natanko v kotanji med dvema vrhovoma, kjer začne odmirati. Zasenčeno ospredje in sprednji del temnega oblaka tvorita 'okno' v osvetljeno daljavo. Bogastvo krajinske motivike popelje gledalčev pogled od pastirja ob hrastovem deblu v globino slike do podeželskih bivališč, odsekane gotske silhuete in gorskih verig. Koherentno v globino razvit prostor je za Friedrichove slike precej netipičen. Vendar pa Friedrichu uspe odpraviti kakršno koli naključno kompozicijo in ustvari okvir v obliki diamanta. Barvni preliv se spreminja od sprednje (temne) do zadnje (ozadje slike) svetlejše. Svetloba tam predstavlja preteklost drevesa (nastane tako imenovana svetlobna črta). Takrat so naravo razumeli kot božansko. Pastir ni bil zaman narisan, kajti Jezus Kristus se je imenoval »dobri pastir, ki daje svoje življenje za ovce« (prim. Jn 10,11).

## Razlaga slike
Religiozna interpretacija Helmuta Börsch-Supana vidi zemeljsko življenje predstavljeno v vaški pokrajini s sklicevanjem na transcendenco. Povezava z nadnaravnim se vzpostavi skozi odseve neba v ribniku ali oddaljenih cerkvah. Štor in ruševine gradu veljajo za simbola minljivosti.
Hubertus Gaßner podaja zgodovinsko interpretacijo s pripisovanjem razvojnega pomena zaporedno razplastenim prostorskim conam. Neobdelano močvirje uteleša prazgodovino človeštva, hrast je simbol predkrščanskega poganstva in germanske prazgodovine, narava, oblikovana s človeškim delom, pa sega v ravnino.
Tudi Peter Märker v prostorskih conah prepoznava zgodovinske dobe, a jih imenuje prvotno stanje človeštva, harmonično družbeno sobivanje in krščanski srednji vek. Simboli, kot sta delno olistan hrast in ruševina, bi kazali na minljivost dobe. Refleksiji človeške zgodovine Wieland Schmied dodaja sodobno politično realnost obdobja obnove, ki pa bi bila verjetna le v dialogu s staronemško nošo v obesku Vzhod lune ob morju. Jens Christian Jensen opisuje kulturno krajino, ki so jo skozi stoletja spreminjali ljudje, in hrast kot simbol zgodovine, kot znamenje preteklosti, ki sega v sedanjost.

## Spremljevalna slika
[[Datei:Caspar David Friedrich - Mondaufgang am Meer - Google Art Project.jpg|mini|Caspar David Friedrich: Vzhajajoča Luna nad morjem, 1822]]
Spremljevalna kompozicija Vzhajajoča Luna nad morjem na več načinov ustvarja kontrast vaški pokrajini: večer in jutro, tema in svetloba, voda in zemlja, kamenje in rastlinje, meščani kot tujci ob morju in pastirji v idilični naravi. Različnim interpretacijam vaške pokrajine skušajo najti nasprotja. Obstaja soglasje, da je treba obe podobi razmišljati skupaj. Wieland Schmied nakazuje, da so časi dneva povezani s človeško zgodovino in sodobno politično realnostjo. Po slikah Menihu ob morju in [[Opatija med hrasti[[ veljata sliki za najpomembnejši par slik v Frederickovem opusu.

## Izvor, oznaka, datacija
Slika je bila ustvarjena leta 1822 kot protipostavka Vzhajajoča Luna nad morjem za bankirja Joachima Heinricha Wilhelma Wagenerja, da bi ustvaril par "časov dneva", ki prikazujejo jutranje in večerne krajinske prizore, po tradiciji Clauda Lorraina, in je bila del njegove zbirke. Leta 1861 je bila slika pridobljena iz zbirke, ki je bila osnova berlinske Narodne galerije. Do leta 1973 je bila po katalogu zbirke iz leta 1828 slika datirana v leto 1823. Nadomestne klasifikacije okoli leta 1810 ali 1830 niso potrjene. Friedrichovo pismo konzulu Wagenerju z dne 1. novembra 1822 napoveduje izročitev obeh slik za isti mesec. Iz neznanih razlogov je slikar aprila 1823 razstavil slike na posebni razstavi ob obisku bavarskega kraljevega para v Dresdnu, preden so prispele do naslovnika. Naslov Vaška pokrajina z jutranjo svetlobo izhaja iz kataloga iz leta 1856 in je bil vključen v katalog raisonné Helmuta Börsch-Supana. Na razstavi leta 1823 je bila prikazana krajina z naslovom Jutro, zbirka. Pogosto uporabljen naslov Osamljeno drevo prihaja od Ludwiga Thormaehlena, vendar po Börsch-Supanu njegova redukcija ne zajame ideje slike. Ime pokrajina Harz je temeljilo na predpostavki, da gore v ozadju pripadajo nizkemu gorovju Harza in ne Krkonošem. V inventarju zbirke Wagener je bila slika navedena kot Zelena planjava od leta 1828. V umetnostnozgodovinski literaturi so bili predlogi, ki niso bili nadalje citirani, kot na primer Pozna večerna svetloba z oblačnim nebom (zbirni katalog 1876) ali Pokrajina z zahajajočim soncem (1906).
Umetnostni zgodovinar Helmut Börsch-Supan je predlagal, da so gore v Riesengebirge, zdaj na Češkem, ki je zgodovinsko delila Šlezijo in Češko, jugovzhodno od Dresdna, kjer se je Friedrich naselil leta 1798. Friedrich je med letoma 1806 in 1810 večkrat naslikal gore. Dvojni vrh je morda Jeschken.
Slika je potegnila številne interpretacije. Ludwig Justi vidi stari hrast kot simbol nemškega ljudstva, ukoreninjenega v pokrajino; Jens Christian Jensen jo vidi kot vez med preteklostjo in sedanjostjo; Charlotte Margarethe de Prybram-Gladona pa ga vidi kot simbol osamljenosti.

## Razvrstitev v celoten opus
Slika je po svojih motivih edinstvena v Friedrichovem delu. V umetnikovem opusu ni druge slike, na kateri bi bila pokrajina obogatena s toliko detajli. Motiv pastirja je povezan s pokrajino z mavrico. Slika sodi v motivno skupino, ki prikazuje posamezno drevo ali skupino dreves v središču slike, prednostno hrastov. Sem spadajo slike, kot so jesenski večer ob jezeru, zima, opatija v hrastovem gozdu, megalitski grob v snegu ali samostanske ruševine v snegu. Tudi v vaški krajini je v krajino vpeta mestna silhueta, ki se na drugih slikah zapira obzorju.
- Jesenski večer ob jezeru, okoli leta 1805
- Megalitska grobnica v snegu, 1807
- Zima, 1808
- Opatija v Eichwaldu, 1810
- Pokrajina z mavrico, okoli 1810
- Ruševine samostana v snegu, 1818